# Chanson de Craonne
La Chanson de Craonne is een protestlied van de Franse soldaten uit de Eerste Wereldoorlog. Het is in 1917 geschreven op de melodie van Bonsoir M'Amour, maar de oorsprong van het lied ligt al in 1914-1915.
Het is onbekend wie het lied heeft geschreven. De eerste versie ontstond tijdens de gevechten bij Ablain-Saint-Nazaire met als titel La Chanson de Lorette. Het lied werd aangepast voor de strijd in de Champagne en werd in 1916 ook gezongen tijdens de Slag om Verdun. De definitieve versie van het lied was de Chanson de Craonne dat werd gezongen tijdens de muiterijen van 1917. De aanleiding voor deze muiterijen was het bloedige offensief bij Chemin des Dames in april-mei 1917 waarbij het Franse leger ten koste van zware verliezen slechts kortstondig het plaatsje Craonne wist te veroveren. Deze nederlaag ondermijnde het moreel van het Franse leger. Onder de soldaten heerste onvrede over de gebruikte tactiek waarbij grote aantallen soldaten werden ingezet tijdens aanvallen die uiteindelijk niets opleverden maar wel voor zeer veel slachtoffers zorgden.
Na de oorlog werd het lied verboden. Dit verbod heeft bestaan tot 1974. Het lied is bewaard gebleven dankzij de schrijver Paul Vaillant-Couturier, die als soldaat had meegevochten in de oorlog. 